# Gorila vs. Architekt
Gorila vs. Architekt – pierwszy solowy album czeskiego rapera Vladimira 518, wydany 24 stycznia 2008 roku przez wytwórnię Bigg Boss. Zdobył m.in. nagrodę muzyczną Anděl dla najlepszego albumu w kategorii R’n’b & Hip-hop w 2008 roku, został też wyróżniony mianem płyty roku przez serwis musicserver.cz.

## Lista utworów
1. "Intro"
2. "518"
3. "Václavák" (feat. Kateřina Winterová)
4. "Pražský producenti jsou top"
5. "H.C.H.B." (feat. Ivan Hoe)
6. "Gorila"
7. "Nenechám si vzít svůj klid" (feat. Orion)
8. "Kung-fu rap"
9. "Děti prázdnoty" (feat. Lešek Semelka)
10. "Nemůžu se zalíbit všem" (feat. Ivan Hoe)
11. "Smíchov – Újezd" (feat. Hugo Toxxx, Orion)
12. "Nespoutáš mě" (feat. Ridina Ahmedová)
13. "Santa Klaus" (feat. Bony a klid)
14. "Vítěz sebere všechno" (feat. James Cole, LA4)
15. "Chci k ohni blíž"
16. "Boogie Down Praha"